# Motobécane

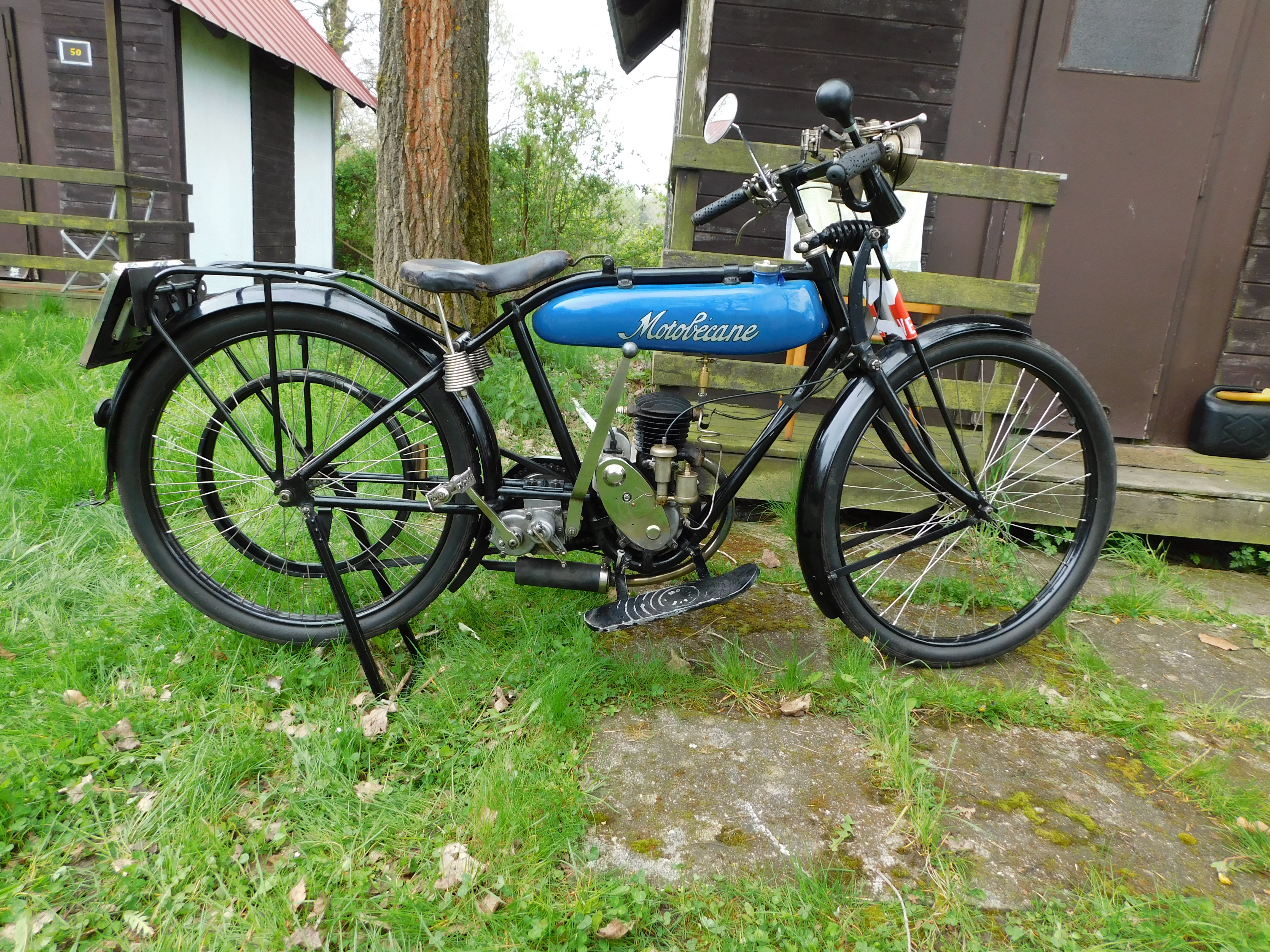
Motobécane MB2 (1925)

Motobécane byla francouzská firma specializující se na výrobu jízdních kol, mopedů a motocyklů. Svůj první motocykl vyrobila v roce 1923, měl jednoválcový dvoudobý motor o objemu 175 cm³. V roce 1933 společnost uvedla na trh svůj první čtyřdobý motocykl o objemu 250 cm³. Kromě cestovních motocyklů společnost vyráběla také závodní speciály. Roku 1949 uvedla na trh moped zvaný Mobylette, kterého se v následujících 48 letech (do roku 1997) vyrobilo kolem 14 miliónů.